# Berittene Polizei in Österreich

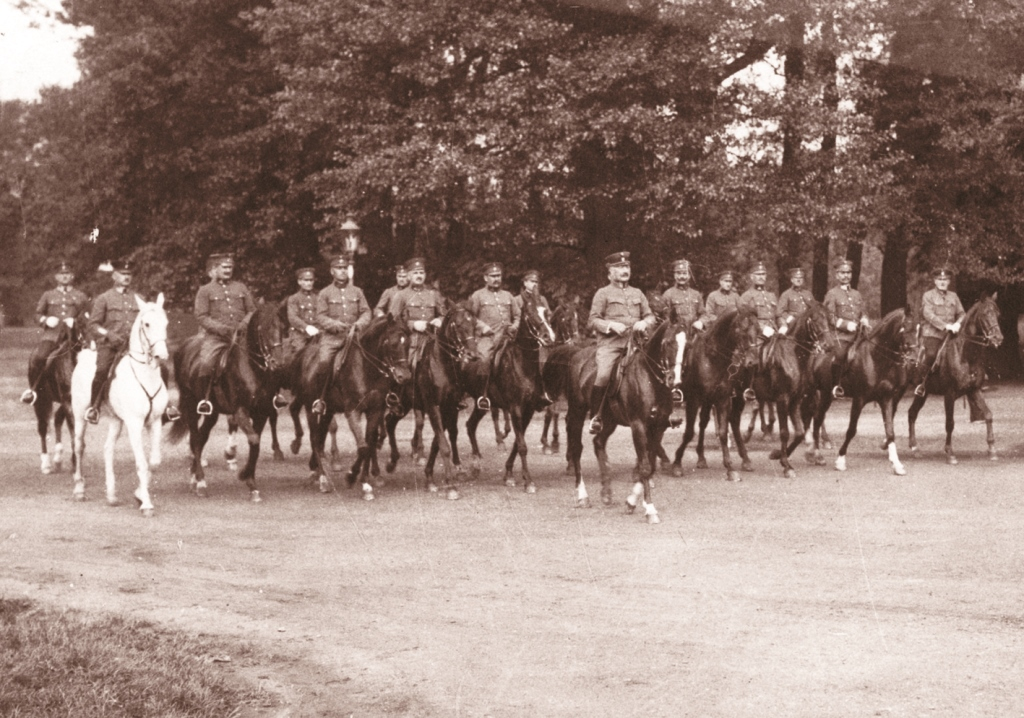
Berittene Sicherheitswacheabteilung in Wien, um 1925

Berittene Polizei in Österreich gab es ab 1869. Zu einem folgenschweren und massiv kritisierten Einsatz der Einheit kam es am 15. Juli 1927, in dessen Verlauf mindestens 84 Demonstranten gegen das Schattendorfer Urteil getötet wurden und der Wiener Justizpalast in Flammen aufging. Die berittene Polizei war mit blanken Säbeln und Schusswaffen auf die demonstrierende Arbeiterschaft losgegangen.
Aus Mangel an Ressourcen und Notwendigkeiten löste die österreichische Nachkriegsregierung 1950 die letzten verbliebenen berittenen Einheiten auf. Spätere Wiederbelebungsversuche – durch die Innenminister Maria Fekter und Herbert Kickl – blieben erfolglos.

## Geschichte
1618 setzte die Wiener Stadtguardia erstmals Pferde ein, allerdings nicht sehr lange. Im August 1801 wurde in Wien erstmals eine dauerhafte berittene Polizeieinheit aufgestellt. Die k. k. Militärpolizeiwache zu Pferde ritt täglich Patrouille zum Schloss Schönbrunn, nach Simmering, Nussdorf und in den Prater und überwachte in der Nacht das Glacis vor den Stadtmauern. Posten für die Berittenen wurden am Getreidemarkt, an der steinernen Brücke und in der Taborstraße eingerichtet.

### 1869
Mit Allerhöchster Entschließung vom 2. Februar 1869 übertrug Kaiser Franz Joseph I. die Zuständigkeit für die Aufrechterhaltung der öffentlichen Ruhe, Ordnung und Sicherheit in Wien einem sogenannten Zivilinstitut, der neu zu schaffenden k.k. Sicherheitswache. Vorbilder waren Schwesterorganisationen in Paris und Berlin, als wesentlich angesehen wurde, nach den Revolutionswirren des Jahres 1848, dass die neue Struktur dem Einfluss der Militärbehörde entzogen war. Im Oktober 1869 erhielt die Sicherheitswache eine berittene Abteilung mit vorerst 28 uniformierten Reitern. Bis zur Weltausstellung 1873 wurde die Abteilung auf 132 Mann aufgestockt. Den Höchststand in der Monarchie erzielte die Wiener Polizeireiterei Ende 1913 mit 318 Pferden.
Auch bei der Gendarmerie wurden berittene Einheiten aufgestellt.

### Ende der Monarchie, Erste Republik
Nach der Niederlage im Weltkrieg und dem Untergang der Monarchie im Jahre 1918 waren 274, zum Großteil alte Pferde übrig geblieben. Hinzu kamen einige Militärpferde. Auch der neu errichteten Stadtschutzwache wurde eine berittene Einheit zugeteilt, mit einer Auswahl der besten der übrig gebliebenen Polizei- und Militärpferde. Es wurde ein Notmarodenstall mit Operationsraum eingerichtet, der Hufbeschlag erfolgte in zwei abteilungseigenen Schmiedewerkstätten. Im Mai 1921 standen 237 Pferde im Einsatz.  Ab der Mitte der 1920er Jahre wurde das Gebäude der Landwehr-Reitschule von der Polizei für die Ausbildung von berittener Polizei verwendet.

### Einsatz nach dem Schattendorfer Urteil 1927
Das Schattendorfer Urteil empörte halb Österreich. Mitglieder der Frontkämpfervereinigung Deutsch-Österreichs, eines Wehrverbands der politischen Rechten, hatten am 30. Jänner 1927 den 40-jährigen kroatischen Kriegsinvaliden Matthias Csmarits (auch: Zmaritsch) und den sechsjährigen Josef Grössing erschossen und weitere fünf Menschen verletzt. Die Täter waren bekannt, wurden vor Gericht gestellt – und freigesprochen. Die Jury hatte mit 7:5 für eine Verurteilung gestimmt, benötigt wäre jedoch eine Zwei-Drittel-Mehrheit von 8:4 gewesen. Der Freispruch kam völlig unerwartet, am Abend des 14. Juli 1927 verbreitete sich die Nachricht lauffeuerartig quer durchs Land. Die Bediensteten der Wiener Elektrizitätswerke traten um acht Uhr morgens des folgenden Tages in Streik. Zur selben Zeit kam es zu Demonstrationen sozialdemokratischer Arbeiter aus den Wiener Außenbezirken, die in unmittelbarer Nähe des Parlaments einen kleinen Polizeitrupp verjagten. Daraufhin ließ Polizeipräsident Johann Schober, vormaliger und späterer Bundeskanzler, berittene Polizei mit blanken Säbeln gegen die Arbeiter vorgehen. „Erst als die berittene Polizei die Demonstrante angreift, gerät die Lage außer Kontrolle“, erläuterte der Historiker Gerhard Botz die Lage. Um elf Uhr hatte sich eine immer größer werdende Menschenmenge mit Steinen, Holzlatten und Eisenstangen bewaffnet und es ergaben sich schwere Auseinandersetzungen mit den planlos vorgehenden Polizeieinheiten. Der Schutzbund war unbewaffnet, geriet zwischen die Fronten und konnte die ihm zugedachte Ordnerfunktion nicht erfüllen. Durch die Vertreibung vom Parlament wurde die Menschenmenge Richtung Justizpalast gedrängt. Die meisten Demonstranten waren mit dem Aufbau von Barrikaden gegen die Berittenen beschäftigt, einige Einzeltäter gelangten in den Justizpalast und zündeten ihn an. Die berittenen Einheiten gingen mit äußerster Brutalität vor, insbesondere nachdem Schober um 14:30 Uhr Schießbefehl gegeben hatte. Die Bilanz des Blutbads waren 89 Tote, davon 84 Demonstranten und Passanten, fünf auf Seiten der Sicherheitswache – und hunderte Verletzte.

### Untergang des NS-Regimes
1938, kurz vor der Annexion Österreichs durch Hitler-Deutschland, bestand die Berittene Polizei in Wien aus 308 Polizeireitern. In Linz bauten die Nationalsozialisten kurz nach ihrer Machtübernahme im Jahr 1938 eine Polizeireiterstaffel auf. Im Laufe des Zweiten Weltkriegs wurde die Berittene Polizei schrittweise dezimiert. Als Wien bombardiert wurde und sich der Untergang des NS-Regimes abzeichnete, wurden die verbliebenen Polizeipferde aus Wien evakuiert. Nach Wiedererrichtung der Republik Österreich stellte sich heraus, dass die meisten der verbliebenen Polizeipferde für den Dienst nicht mehr brauchbar waren. Sie wurden verkauft. Auch wurden wesentliche Sicherungsaufgaben von den alliierten Besatzern übernommen. Die fortschreitende Motorisierung überantwortete der Polizei zunehmend Kraftfahrzeuge und Motorräder. Der Mangel finanzieller und personeller Ressourcen einerseits, die mangelnde Notwendigkeit einer berittenen Abteilung andererseits führten zum großkoalitionären Beschluss des Jahres 1950, die berittenen Einheiten aufzulösen. Innenminister war Oskar Helmer (SPÖ), sein Staatssekretär war Ferdinand Graf (ÖVP). Aufzulösen waren damals übrigens nur mehr die Polizeireiteinheiten in Graz, wo es noch einen Stallposten mit mehr als 30 Sicherheitswachebeamten und 34 Pferden gab, und in Linz, wo die berittene Polizei mit einem Ritt durch die Stadt von der Bevölkerung Abschied nahm, so Mario Muigg.
Ende Dezember 1950 wurden die letzten der Linzer Polizeipferde versteigert.

### 2010
Von FPÖ und ÖVP wurde in den 2000er- und 2010er-Jahren immer wieder die Einrichtung einer berittenen Polizeieinheit für den Dienst in Wien gefordert. Die Berittenen sollten insbesondere die Donauinsel kontrollieren und bewachen. Zur Erläuterung des Kontexts: Das Naherholungsgebiet Donauinsel, eine Aufschüttung im Überschwemmungsgebiet, wurde in den 1970er und 1980er Jahren von der damals in Wien allein regierenden SPÖ durchgesetzt und errichtet – gegen den heftigen Widerstand der ÖVP. Es handelt sich um ein Naherholungsgebiet insbesondere für ärmeren Bevölkerungsschichten, die sich keinen Strandurlaub im Ausland leisten können. Zum – von der SPÖ Wien veranstalteten – Donauinselfest bei freiem Eintritt kommen alljährlich kumuliert drei Millionen Menschen. Die Landespolizeidirektion Wien setzt für den regulären Streifendienst auf der Donauinsel und im Prater Dienstfahrräder ein – im Jahr 2016 insgesamt 50. Im Notfall können auch Streifenwägen zufahren und Polizeiboote oder Polizeihubschrauber eingesetzt werden. Im Jahr 2010 ließ die damalige Innenministerin Maria Fekter (ÖVP) die Einrichtung einer Reiterstaffel prüfen, das Projekt wurde aber nicht weiter verfolgt. Muigg schreibt, die Kostenfrage sei ausschlaggebend gewesen.

### 2018
Herbert Kickl (FPÖ) kündigte nach seinem Amtsantritt als Innenminister in der Bundesregierung Kurz I an, eine Reiterstaffel für Wien aufstellen zu wollen und spätestens im Sommer 2019 einen probeweisen Betrieb mit zunächst zwölf Tieren zu beginnen. Zwei Pferde erhielt das Innenministerium vom ungarischen Ministerpräsidenten Viktor Orbán als Geschenk, doch waren die Rappen Zalan und Zadar gesundheitlich angeschlagen. Eines der Pferde lahmte und musste ausgetauscht werden. Die Wiener Umweltstadträtin Ulli Sima erklärte die Idee zur „Schnapsidee“, zu einer weiteren „Schnapsidee der FPÖ – nach rauchen, rasen und Sozialabbau“. Unterstützt wurde Sima vom Polizeigewerkschafter Reinhard Zimmermann von der ÖVP-nahen Fraktion Christlicher Gewerkschafter. Er warnte vor dem Einsatz von Pferden etwa bei Kundgebungen: „Wenn man Pferde bei Demonstrationen einsetzen will, muss ich sagen, dass der Lärmpegel dort mittlerweile so hoch ist, dass ein berittener Einsatz wohl nicht sehr dienlich wäre“. Und er gab laut ORF zu bedenken: „Es wäre ein großer finanzieller und personeller Aufwand, der sich letztendlich so nicht rechnen wird.“
Im Sommer 2018 kam es bei der Reitausbildung zu einem Unfall, bei dem eine Polizistin schwer verletzt wurde. Im September 2018 begann die Ausbildung der zehn bereits angekauften Pferde sowie 19 Reiter in der Theresianischen Militärakademie in Wiener Neustadt, obwohl dieser Standort nach Einschätzung des Innenministeriums nur als bedingt tauglich bewertet wurde. Am 27. November 2019 gab das Innenministerium der Bundesregierung Bierlein bekannt, das Projekt werde seinen Probebetrieb nicht aufnehmen, sondern aufgrund der hohen Kosten eingestellt. Die bereits angeschafften Pferde würden an eine Tierschutzorganisation abgegeben werden. Bis Sommer 2019 sind laut Kurier rund 2,5 Millionen Euro an Aufwendungen entstanden.

## Kritik
Die Klubs von SPÖ, Grüne und Neos im Wiener Gemeinderat verabschiedeten im Februar 2018 eine Resolution gegen die berittene Polizei in Wien. Kritisiert wurden auch hier die fehlende Berücksichtigung von Tierschutzaspekten, Kosten für die Beseitigung von Verunreinigungen durch die Pferde und Gefahren für Polizisten und Dritte, die durch die Pferde zu Schaden kommen könnten. Außerdem wurde Bezug auf den Wiener Justizpalastbrand im Juli 1927 genommen, als unter anderem berittene Polizei bei den Unruhen in Wien gegen die demonstrierende Menge vorging. Besonders Einsätze berittener Polizeikräfte bei Demonstrationen seien darum ein sensibles und historisch belastetes Thema.
Seitens der Tierschutzorganisationen Vier Pfoten und Pfotenhilfe wurde kritisiert, dass der Einsatz von Pferden im Exekutivdienst dem natürlichen Fluchtinstinkt der Tiere widerspräche und die Tiere unnötigen Belastungen aussetze. Der ÖVP-Bezirksvorsteher der Inneren Stadt, Markus Figl, kritisierte die hohen Reparatur- und Instandhaltungskosten am Straßenbelag, die durch den Einsatz der Polizeipferden verursacht werden würden.